# (32947) 1995 YH2
1995 واي إتش 2 (ويعرف أيضًا باسم (32947) 1995 واي إتش 2 وفق تسمية الكوكب الصغير) (بالإنجليزية: 1995 YH2)‏ هو كويكب ضمن حزام الكويكبات؛ وترتيبه 32947 من حيث الاكتشاف.
اكتُشف هذا الجُرم الفلكي بواسطة Dennis di Cicco ‏ في 23 ديسمبر 1995.

## وصلات خارجية
- (32947) 1995 YH2 في قاعدة بيانات مختبر الدفع النفاث لأجرام النظام الشمسي الصغيرة

- الاكتشاف · مخطط المدار ·  العناصر المدارية · المعلمات المادية

- (32947) 1995 YH2 على موقع ويكي سكاي: DSS2, SDSS, GALEX, IRAS, Hydrogen α, X-Ray, Astrophoto, Sky Map, Articles and images